# Pingviner
Pingviner (Spheniscidae) er en familie af flyveudygtige, dykkende søfugle, som lever på den sydlige halvkugle. Mange pingviner er tilpasset et liv i havet omkring Sydpolen, men der findes også tre arter pingviner i troperne, og en art lever så langt mod nord som Galapagosøerne, hvor fuglene af og til krydser ækvator.
Pingviner klassificeres i deres egen orden, kaldet Sphenisciformes. De udgik som egen gren på fuglenes stamtræ for mindst 60 millioner år siden, og deres nærmeste slægtninge i dag er albatrosser og stormfugle. Hos pingvinerne er vingerne omdannet til luffer. Fra omkring to millioner kongepingviner i 1980'erne er antallet faldet til omkring 200.000 i 2019. Af galapagospingviner regner man ikke med mere end 1.200 individer. Ti af de 18 pingvinarter er truet.

## Udseende
Pingviner kan blive på størrelse med en gås og har en næsten kegleformet kropsform. Hovedet er lille med et sammentrykt, spidst, lidt kroget næb. Halsen er middellang og meget tyk. Fjerdragten består af små, skællignende fjer, der danner et tæt dække, og da pingvinernes hud er fedtet og afsondrer en olieagtig væske, der holder fjerklædningen glat og blank, behøver de ikke som andre fugle stadig at pudse deres fjer. Hovedet, struben og ryggen er sortgrå, bugsiden hvid med et gult skær på brystet.
Pingviner har knæ og lår, der er skjult oppe under fjerene sammen med resten af de korte ben. Med sin torpedoformede krop er pingvinen fugleverdenens hurtigste svømmer, og dens øjne er tilpasset et liv i havet, så den ser ekstra godt under vand. De hurtigste kan nå en topfart af 36 km/t. Kejserpingvinerne er den art, som dykker dybest. Et individ blev observeret omkring 540 m.u.h. Den brugte mere end 20 minutter på at dykke så langt ned. Pingviner kan klare ned til 60 minusgrader ved at stille sig i en ring med ryggen mod vinden for at holde på varmen. Gradvis bytter de plads, så de nedkølede yderst slipper ind i kredsen, hvor der er varmere.

## Føde
Pingviner jagter og spiser fisk, krill, krebsdyr og blæksprutter. De kan drikke saltvand, da nogle kirtler i næbbet udskiller saltet.
I 1936 blev 10 kongepingviner hentet til Norge og sat ud på Røst og ved Nordkap, og 23 pingviner sat ud på Røst i 1938. Det var mislykket.

## Dansk navn
Det er en udbredt misforståelse, at pingvinens oprindelige danske navn var "luffegås". Faktisk blev betegnelsen "pengvin" benyttet allerede i 1700-tallet, først i en håndskreven ordbog og siden i Almindelige Historie over Reiser til Lands og Vands, mens samme ordbogs tidligste henvisning til "luffegås" er Birgitte Møllers "Dyrenes Liv" fra 1893, og her er navnet blot medtaget som et alternativt navn i artiklen om "Pengviner":

Pengvinerne, Luffegæssene eller Fedtgæssene er store, alkelignende Fugle, der kun findes paa den sydlige Halvkugle. Navnet "Pengwyn" — den hvidhovede — er egentlig Gejrfuglens gamle walensiske Navn, der ved en Forvexling er blevet overført paa Sydhavets Fedtgæs, der egentlig skulle have haft deres Navn efter det latinske Ord pinguis — fed.

## Klassifikation
Familie: Spheniscidae
- Slægt: Aptenodytes
  - Kongepingvin, Aptenodytes patagonicus
  - Kejserpingvin, Aptenodytes forsteri
- Slægt: Pygoscelis
  - Æselpingvin, Pygoscelis papua
  - Adeliepingvin, Pygoscelis adeliae
  - Rempingvin, Pygoscelis antarctica
- Slægt: Eudyptes
  - Springpingvin, Eudyptes chrysocome
  - Rødfodet springpingvin, Eudyptes moseleyi
  - Fiordlandpingvin, Eudyptes pachyrhynchus
  - Snarespingvin, Eudyptes robustus
  - Guldtoppet pingvin, Eudyptes sclateri
  - Guldlokket pingvin, Eudyptes chrysolophus
  - Hvidkindet pingvin, Eudyptes schlegeli
- Slægt: Megadyptes
  - Guløjet pingvin, Megadyptes antipodes
- Slægt: Eudyptula
  - Dværgpingvin, Eudyptula minor
- Slægt: Spheniscus
  - Brillepingvin, Spheniscus demersus
  - Humboldtpingvin, Spheniscus humboldti
  - Magellanpingvin, Spheniscus magellanicus
  - Galapagospingvin, Spheniscus mendiculus